# Швейцарська будівельна майстерня
Компанія Eidgenössische Konstruktionswerkstätte (фр. Ateliers fédéraux de construction) в Туні була керуючою компанією та частиною групи служб озброєнь Федерального військового департаменту (сьогодні VBS). Метою K+W було зробити національну оборону Швейцарії незалежною від імпортного озброєння та під час кризи. «K + W» є офіційною абревіатурою, у ній «+» означає швейцарський хрест, тобто «федеральний», аналогічні абревіатури були і є також поширеними для інших федеральних компаній. В авіаційних колах EKW також некоректно скорочується. K + W існував з 1863 по 1999 рік і зараз є частиною ядра RUAG.

## Історія
Технологічні розробки показали командуванню Швейцарської армії в середині XIX століття, що власне однорідне виробництво зброї було необхідним. У 1861 р. на вимогу Бундесрат федеральний Парламент створить ремонтну майстерню. У 1863 році інспектор артилерії, а потім генерал Ганс Герцог заснував Eidgenössische Reparaturwerkstätte Тун, який з 1874 року називався Федеральною будівельною майстернею, а також Федеральну лабораторію, яка пізніше стала Eidgenössische Munitionsfabrik в Туні.
Завданнями вже у XIX столітті були такі:
- Виготовлення та ремонт тих частин армійської техніки, які не можуть бути передані іншим військовим майстерням чи приватним особам
- Створення креслень і моделей, а також виконання відповідних тестів.
- Розробка правил і положень щодо військового матеріалу.
- Виконання приватних замовлень, якщо дозволяють відповідні обставини.

На цій основі виготовляли гармати, польову техніку, вагони, пересувні майстерні, кухні, кораблі та багато іншої техніки. Але навіть засновник, генерал Герцог, ініціював кілька оновлень артилерії без залучення K+W. Вони також працювали з іноземними виробниками над розробкою зброї, як-от німецька Krupp або шведська Bofors.
Напередодні Першої світової війни чисельність робочої сили зросла приблизно до 500 осіб. Після війни кількість замовлень, а отже, і робоча сила різко зменшилася. Лише після того, як гонка озброєнь у Європі вже давно почалася знову, з середини 1930-х років машинний парк був модернізований, а також почалися різноманітні проекти в галузі авіабудування та розробки зброї. У 1938 році велика пожежа знищила виробничі та складські приміщення. У 1939 році робоча сила становила близько 1100, у 1942 році — 1600 працівників, але скорочення персоналу почалося вже в 1943 році. Незважаючи на приватні замовлення на ринку літаків (Willi Farner Flugzeugbau Grenchen, Pilatus Flugzeugwerke) та від інших клієнтів, кількість працівників скоротилася до 700 співробітників.
У середині 1990-х років поступово готувалась приватизація. Як федеральне підприємство, K+W було перейменовано в SW Swiss Company for Weapons Systems. У вересні 1998 року було засновано акціонерну корпорацію, і компанія була внесена як натуральний внесок. Тоді новою компанією було: SW SCHWEIZERISCHE UNTERNEHMUNG FÜR WAFFENSYSTEME AG (SW ENTREPRISE SUISSE D'ARMEMENT SA) (SW IMPRESA SVIZZERA Dl SISTEMI D'ARMA SA) (SWISS ORDNANCE ENTREPRISE CORP., таким чином, була юридична перехід приватної компанії до a).

### Конструкція гармати
З самого початку компанія займалася обслуговуванням, удосконаленням і виробництвом усіх видів зброї, часто для розробки чи виробництва залучалися швейцарські чи іноземні компанії, або сторонні зброї виготовлялися за ліцензією. Першим завданням 1863 року була перебудова лафета для 311 нещодавно придбаних чотирифунтових дульнозарядних гармат. Однією з останніх розробок була 15,5 см фортечна гармата 93 L52 BISON, фортечна артилерія система Швейцарської армії, яка через закінчення Холодна війна і нова загроза, яку представляли GPS, керовані Cruise-Missile, були виведені з експлуатації.
Розроблено, випробувано, виготовлено, обслуговувано та модифіковано незліченну кількість гармат, гаубиць, мінометів, зенітних гармат, фортечних гармат та протитанкової зброї різного калібру. Також були виготовлені супутні транспортні засоби та додаткове обладнання. K+W була однією з небагатьох компаній, яка змогла виробляти такі системи з нуля, включаючи труби.

### Конструкція транспортних засобів
З самого початку артилерія потребувала спеціальної техніки. З модернізацією бойових дій для армії вже в 1870 році було виготовлено незліченну кількість типів транспортних засобів. Тож вагони з боєприпасами, телеграфні вагони, вагони, бригадні, провіантські, польові ковалі, кораблі, колеса тощо. З моторизацією з 1893 р. виникли нові завдання з обслуговування. Перед Другою світовою війною Швейцарія закупила кілька танків, які згодом також потребували обслуговування. Раніше було кілька спроб з власною бронетехнікою. Лише в 1950-х роках Швейцарія закупила велику кількість танків з-за кордону, але деякі з них були незадовільними. Так була розпочата власна розробка танка, яка завершилася в 1961 році від імені 150 Panzer 61, а потім у продовженні Panzer 68. Тим часом швейцарська армія мала значний танковий парк для обслуговування. Незадовго до закінчення Холодна війна нова розробка сучасного танка була припинена на користь ліцензійного виробництва Panzer 87 (Leopard 2). Остаточне виробництво 345 Leo 2 забезпечило повне заповнення робочих книжок.
Крім того, весь автопарк швейцарської армії був випробуваний, закуплений, модифікований, обслуговуваний та відремонтований, а також утилізований.

### Авіабудування
У роки до Першої світової війни швейцарська армія також визнала потребу в літаках. У 1914 році було засновано Швейцарські ВПС. Війна перешкодила закупівлі літаків останніх поколінь, які також швидко змінювалися. Ось чому в травні 1915 року Федеральна рада дала K+W розпорядження побудувати шість літаків за проектами Августа Гаефелі. Через місяць було створено окремий відділ проектування та виробництва літаків, у листопаді перший новий літак міг бути використаний для випробувального польоту, а в квітні 1916 року було доставлено шість DH-1.
В результаті були побудовані різні типи літаків шляхом самостійного будівництва, будівництва за ліцензією або переобладнання для швейцарської армії та на експорт.
У 1940 році літакобудування поступово перемістилося з Альмендштрассе в Туні в Emmen; У 1943 році конструкторське бюро було переведено в Еммен, і Eidgenössische Flugzeugwerk було офіційно засновано в Еммені. Це означало, що будівництво та технічне обслуговування літаків більше не були завданням K+W у Туні.

Робота над навісними двигунами літака
Конструкція каркаса крила для літака
Двомісний двофюзеляжний біплан Häfeli DH-1 з кулеметом

### Приватизація після закінчення холодної війни
У 1998 році Федеральна будівельна майстерня була поступово передана RUAG Group, яка організована за приватним правом і складає ядро сьогоднішнього підрозділу оборони RUAG. Працівники втратили статус державного службовця та отримали трудові договори за приватним правом з перехідними положеннями. Більшість продуктів і послуг було передано RUAG. На перехідному етапі назва компанії була Швейцарська компанія з виробництва систем зброї (SW); Під цією назвою була сформована акціонерна корпорація, яка потім була інтегрована як RUAG Land Systems.
Аналогічно, Eidgenössische Waffenfabrik була в основному інтегрована до «Swiss Electronics Company (SE)», тоді як інші частини були включені до «Swiss Company for Weapons Systems». Сьогодні всі знову об'єдналися в «RUAG Defense».

## Типи літаків від K + W

### Гаефелі
Август Гаефелі побудував наступний шаблон для K + W:
- Häfeli DH-1
- Häfeli DH-2
- Häfeli DH-3 (M III)
- Häfeli DH-3 (M IIIa)
- Häfeli DH-3 (M IIIb)
- Häfeli DH-4 (M IV)
- Häfeli DH-3 (M IIa)
- Häfeli DH-5 (MV)
- Häfeli DH-5 (MV)
- Häfeli DH-5 X (M V x)
- Häfeli DH-3 (M IIIa)
- Häfeli DH-5A (M Va)
- Häfeli DH-5 (MV-1)
- Häfeli DH-5 (MV-1)

Прототип Haefeli:
- Військовий апарат МА-6
- Військовий апарат МА-7, швейцарський рекорд висоти 9800 метрів у 1925 році
- Військовий апарат МА-8

### Девуатин
K + W побудував наступні Dewoitine зразки:
- Dewoitine D-9, три екземпляри були зібрані з деталей, поставлених Dewoitine.
- Dewoitine D.19, одна копія отримана безпосередньо від Dewoitine, дві зібрані з деталей, що постачаються
- Dewoitine D.21, сім D.21, побудованих для ВПС Аргентини. Ще 58 одиниць з двигунами Lorraine-Dietrich були побудовані за ліцензією.
- Dewoitine D.26, створено 11 частин[5].
- Dewoitine D.27, прототип було виготовлено в 1928 році, а потім для Швейцарії було виготовлено п'ять передсерійних літаків і дві будівельні партії з літаками 15 і 45 серій.[6]

### C-35 / C-36
- C-35
- C-36
- C-3601
- C-3602
- C-3603
- C-3604

Інші типи цієї «Line C-36» були виготовлені Eidgenössisches Flugzeugwerk в Еммене.

### Ліцензійні будівлі
- Fokker CV-E, далекобійний розвідувальний літак. З 1933 року будівництво ліцензії спільно з Dornier-Werke Altenrhein AG

## Танки, бронетехніка
Внутрішньобудинкові конструкції:

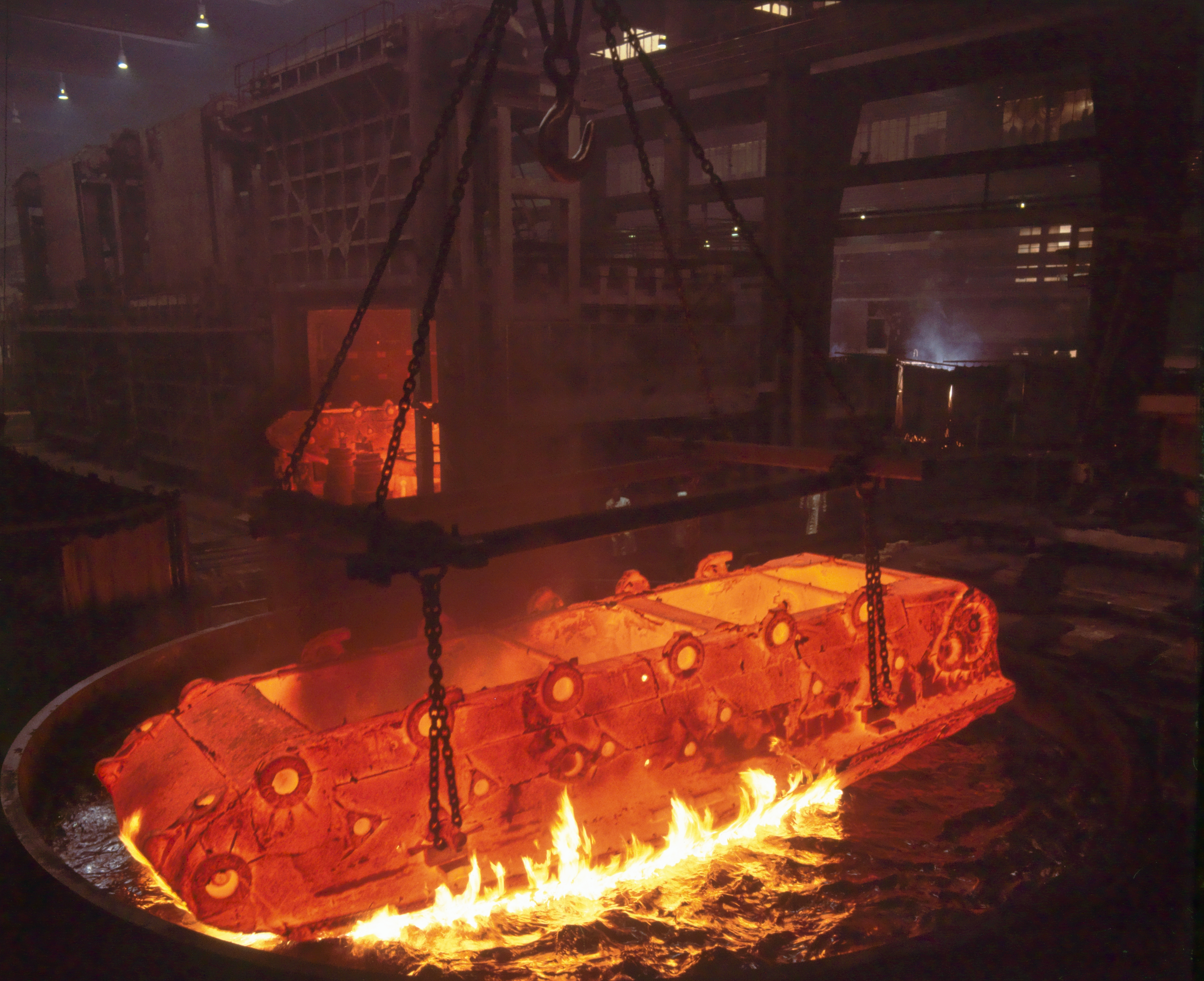
Танкобудівна майстерня в Туні (1977)

- Гармата ближнього бою 1 (NK 1), лише 1 прототип, побудований у 1944—1947 рр.
- Mittlerer Panzer 1958 (MPz 58), 1 прототип + 12 одиниць, використовуваних у 1958—1964 роках, пізніше перероблений на Zielpanzer 61.
- Panzer 61 (Pz 61), 150 одиниць на озброєнні з 1964 по 1994 рік, вся техніка була модернізована до Panzer 61 AA9 (Pz 61 AA9)
- Panzer 68 (Pz 68), 220 одиниць на озброєнні з 1971 по 1999 рік, 25 одиниць модернізованих як Pz 68/88 до 2003 року на озброєнні
- Panzer 68/75 (Pz 68/75), 170 штук на озброєнні з 1978 по 2003
- Panzer 68/88, 195 штук (включаючи 25 модернізованих Pz 68), на озброєнні з 1993 по 2003
- Zielpanzer 68, 10 штук в експлуатації з 1974 по 2007
- Entpannungspanzer 65, 69 одиниць в експлуатації з 1972 по 2008. Переобладнання на Entpannungspanzer 65/88.
- Brückenpanzer 68 (Brü Pz 68), 30 одиниць на озброєнні з 1976 року всі були модернізовані в 1989 році до мостової броні 68/88
- 35 mm Flab Panzer B22L Розробка з Oerlikon-Bührle на основі німецького GEPARD. Побудовано 2 штуки, для випробувань у використанні 1979—1980 рр. Розробка на користь Ракета земля-повітря Rapier скасована.
- 15,5-cm-Artillerie-Panzerkanone 68 (15,5 cm Art Pz Kan 68), 4 штуки, побудовані для випробувань, які використовувалися з 1972 по 1975 рік. Проект скасовано на користь американського M109.

## Нарізні гармати

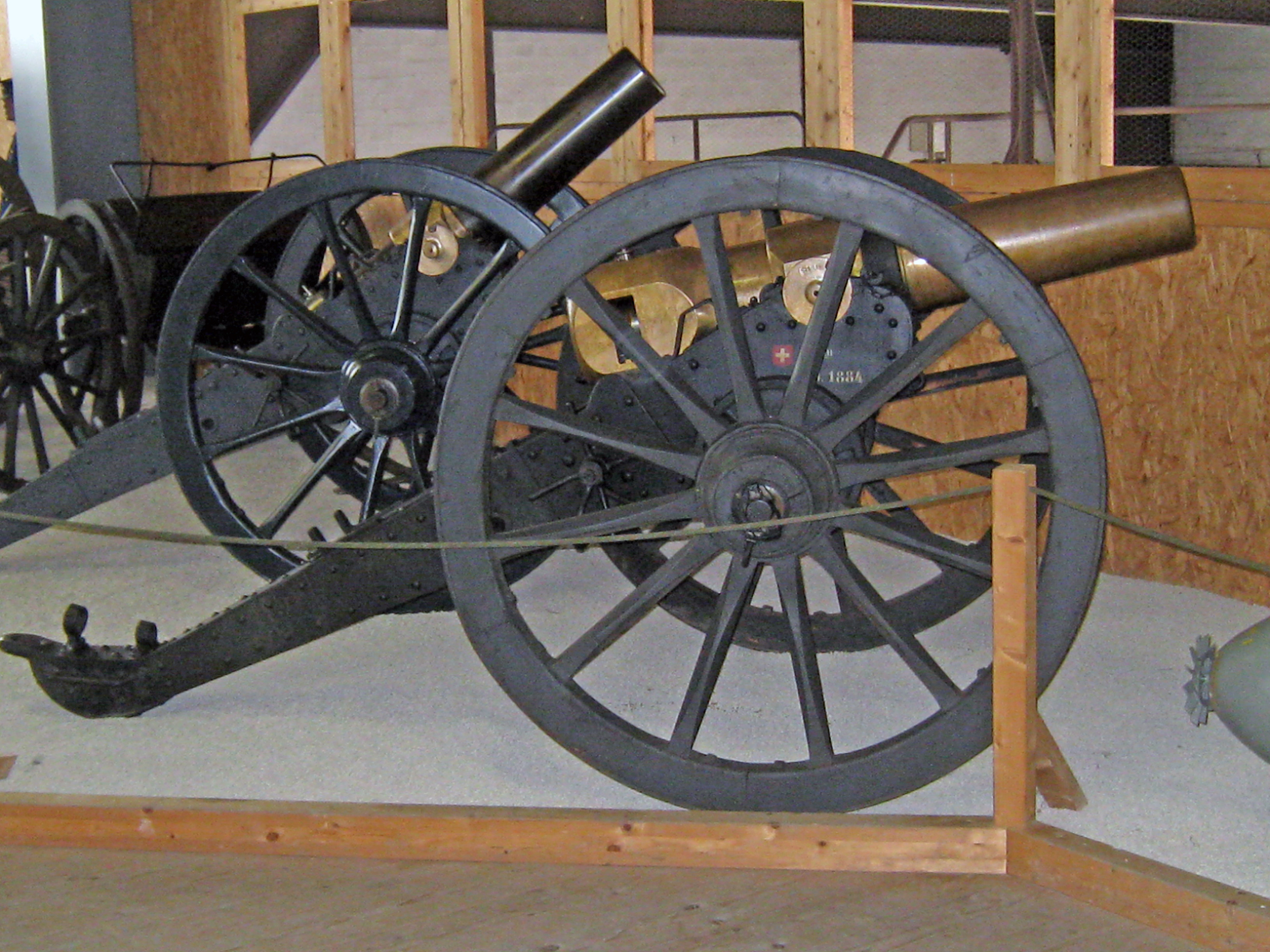
12 см ступка з бронзовою трубкою

Ліцензійні та саморобні, хронологічно
- Чотирифунтова польова гармата 1862 року
- 10,5 см польова гармата 1866 р
- 8,4 см польова гармата 1871 р
- 7,5 см гірська гармата 1877 р
- 12 см гармата 1882 р
- 7,5 см польова гармата 22.03
- 12 см польова гаубиця 12/39
- 15 см польова гаубиця 1916 р
- 4,7 см — Піхотна гармата 35
- 7,5-сантиметрова фланцева гармата 38
- Міномет 12 см 41
- 10,5 см гармата 35 L42
- 15 см польова гаубиця 42
- 10,5 см гаубиця 46

## Фортечні гармати
- Казематна гармата калібру 7,5 см

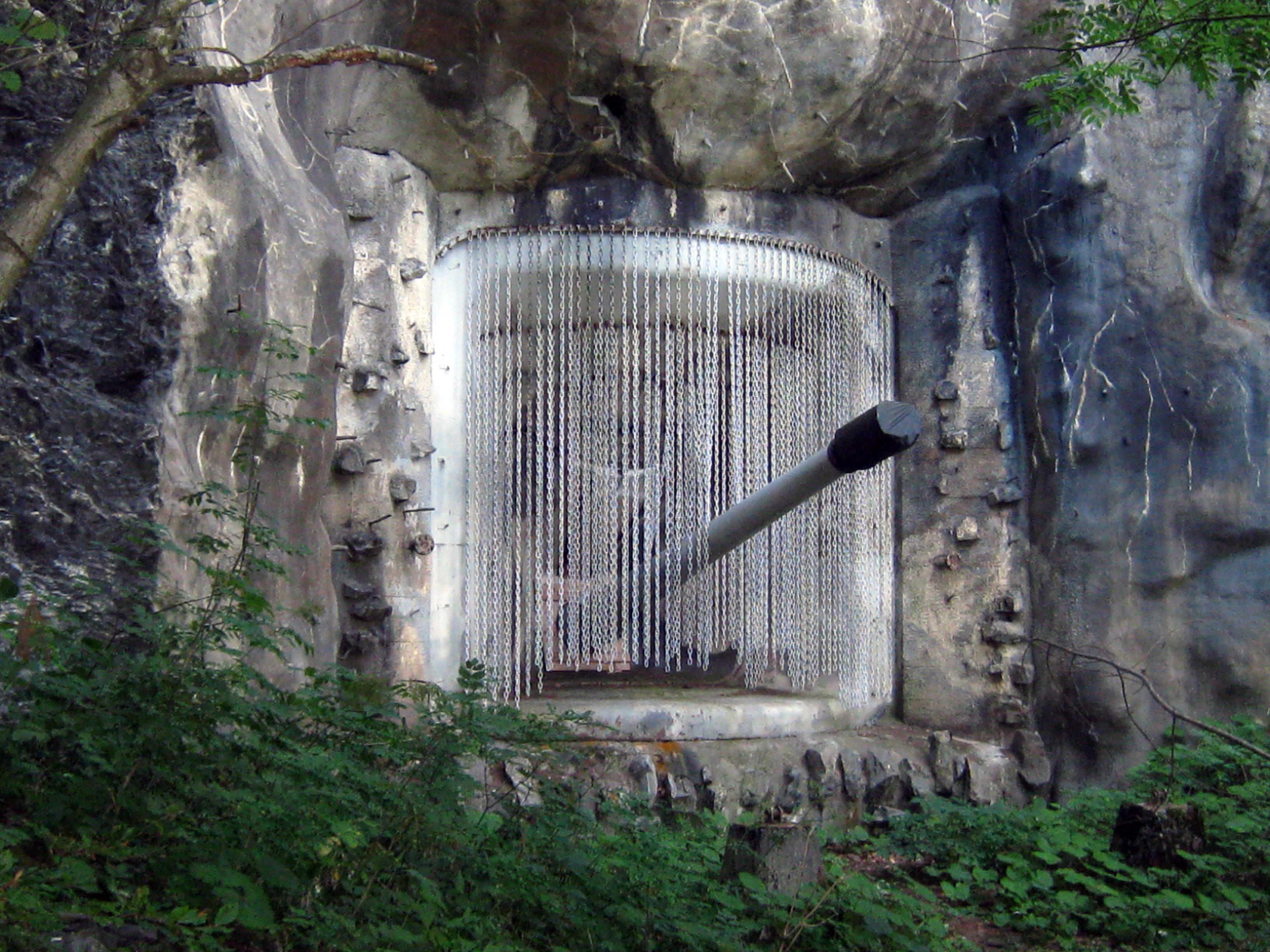
15 см гармата Фортеця Фурґгелс

- Подвійні фортечні мінометники 12 см
- 10,5 см башта гармата (башта танка)
- 10,5 см гармати фортеці: гармата на важелі та підставці, гаубиця на важільному кріпленні
- 10,5 см протитанкова гармата
- 15 см гармата (Каземат і баштова гармата)
- 10,5 см протитанковий комплекс «Центуріон» (перероблений 10,5 см Pz Kan 60)
- 15,5 см фортечна гармата 93 L52 BISON[7]

### Щодо літакобудування
- Hans Giger: Розвиток з точки зору організації обслуговування. 2008.[Архівовано 4 листопада 2013 у Wayback Machine.]